# آنتونیو د لا توره
آنتونیو دِ لا توره (اسپانیایی: Antonio de la Torre‎؛ زادهٔ ۱۸ ژانویهٔ ۱۹۶۸) بازیگر، نویسنده و روزنامه‌نگار اهل اسپانیا است که بیشترین تعداد نامزدی برای جایزۀ گویا را دارد.
از فیلم‌ها یا برنامه‌های تلویزیونی که وی در آن نقش داشته است، می‌توان به بزدل‌ها، چندی بعد، داستان‌های ناگفتنی، بدن نئونی، کارآگاهان خصوصی، بازگشت، آدم‌خواری، مدیر شب، واحد ۷، تورنته، مأمور خرفت قانون، عشق نه، فقط دیوانگی، آبی تیره تقریباً سیاه، خانواده بزرگ اسپانیایی، ابراکادابرا، پسرعموها، احساسات متحد و شبی دوازده‌ساله اشاره کرد.